# Fakhreddine Jaziri
Fakhreddine Jaziri, né le 25 janvier 1989 à Bizerte, est un footballeur tunisien qui évolue au poste de défenseur.

## Biographie
Fakhreddine Jaziri est vice-champion de Tunisie en 2012 avec le Club athlétique bizertin. 
Il participe à la Ligue des champions de la CAF en 2013 avec le même club.

## Palmarès
- Championnat de Tunisie :
  - Finaliste en 2012 avec le Club athlétique bizertin
- Coupe de Tunisie :
  - Vainqueur en 2017 et 2018 avec le Club africain